# Горожанська сільська рада
Горожа́нська сільська́ ра́да — адміністративно-територіальна одиниця та орган місцевого самоврядування в Монастириському районі Тернопільської області. Адміністративний центр — село Горожанка.

## Загальні відомості
Горожанська сільська рада утворена в 1940 році.
- Територія ради: 7,774 км²
- Населення ради: 1 108 осіб (станом на 2001 рік)
- Територією ради протікає річка Горожанка

## Населені пункти
Сільській раді були підпорядковані населені пункти:
- с. Горожанка
- с. Саджівка

## Склад ради
Рада складалася з 16 депутатів та голови.
- Голова ради: Доскоч Василь Якович
- Секретар ради: Томкевич Галина Йосипівна

### Керівний склад попередніх скликань
| Прізвище, ім'я, по батькові | Основні відомості                                                        | Дата обрання | Дата звільнення |
| --------------------------- | ------------------------------------------------------------------------ | ------------ | --------------- |
| Горбаль Богдан Павлович     | Сільський голова, 1948 року народження, член Української Народної Партії | 26.03.2006   | 31.10.2010      |
| Доскоч Василь Якович        | Сільський голова, 1952 року народження, освіта вища, безпартійний        | 31.10.2010   |                 |

Примітка: таблиця складена за даними сайту Верховної Ради України

### Депутати
За результатами місцевих виборів 2010 року депутатами ради стали:

#### За суб'єктами висування
| Суб'єкт висування | Кількість обраних депутатів | %   |
| ----------------- | --------------------------- | --- |
| Самовисування     | 16                          | 100 |

#### За округами
| № округу | Прізвище, ім'я, по батькові      | Дата визнання обраним | Освіта  | Партійна приналежність           | Відомості про обраного депутата                     |
| -------- | -------------------------------- | --------------------- | ------- | -------------------------------- | --------------------------------------------------- |
| 1        | Сурмачевський Ігор Вікторович    | 02.11.2010            | вища    | позапартійний                    | тимчасово не працює                                 |
| 2        | Шаповал Ольга Олександрівна      | 02.11.2010            | середня | позапартійна                     | тимчасово не працює                                 |
| 3        | Штогрин Любов Іванівна           | 02.11.2010            | середня | член Української Народної Партії | приватний підприємець                               |
| 4        | Грабар Петро Петрович            | 02.11.2010            | вища    | позапартійний                    | тимчасово не працює                                 |
| 5        | Підкамінецький Андрій Григорович | 02.11.2010            | вища    | позапартійний                    | тимчасово не працює                                 |
| 6        | Гончарик Михайло Богданович      | 02.11.2010            | середня | позапартійний                    | Горожанський млин, мельник                          |
| 7        | Рачковський Михайло Тарасович    | 02.11.2010            | вища    | позапартійний                    | тимчасово не працює                                 |
| 8        | Вітковська Світлана Григорівна   | 02.11.2010            | середня | позапартійна                     | тимчасово не працює                                 |
| 9        | Городецький Ярослав Михайлович   | 02.11.2010            | середня | позапартійний                    | ДП «Ямниця», тракторист                             |
| 10       | Грабар Михайло Іванович          | 02.11.2010            | середня | позапартійний                    | Горожанська загальноосвітня школа І-ІІІ ст., сторож |
| 11       | Кіт Василь Ігорович              | 02.11.2010            | середня | позапартійний                    | тимчасово не працює                                 |
| 12       | Нимирович Олександра Богданівна  | 02.11.2010            | вища    | позапартійна                     | Горожанська сільська рада, бухгалтер                |
| 13       | Томкевич Галина Йосипівна        | 02.11.2010            | середня | член Української Народної Партії | Горожанська сільська рада, секретар                 |
| 14       | Хоптій Діана Богданівна          | 02.11.2010            | середня | позапартійна                     | тимчасово не працює                                 |
| 15       | Хорт Андрій Володимирович        | 02.11.2010            | середня | позапартійний                    | тимчасово не працює                                 |
| 16       | Француз Марія Володимирівна      | 02.11.2010            | середня | позапартійна                     | Горожанський ФП, молодша медсестра                  |